# Ганиев, Наби Ганиевич
Наби Ганиевич Ганиев (узб. Nabi Gʻaniyev; 15 сентября 1904, Ташкент — 29 октября 1953, там же) — советский и узбекский актёр, кинорежиссёр и сценарист. Заслуженный деятель искусств Узбекской ССР (1944)

## Биография

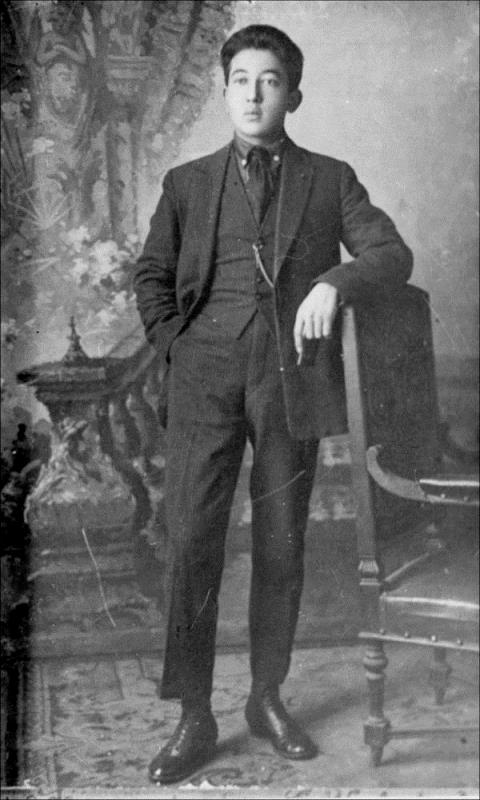
В 1923 году в Москве

Родился 15 сентября 1904 года в Ташкенте. В 1921—1924 года учился в ВХУТЕМАС. После завершения учебы Наби работал в кинофабрике «Шарк Юлдузи» (Узбекфильм). Деятельность в кинофабрике начинал с работы советника, помощником ассистента режиссёров. В то же время играл во второстепенных ролях таких фильмов, как «Последний бек» и «Вторая жена». В 1925—1930 года работал директором киностудии по развитию и привлечению талантливой узбекской молодежи. Для неё он написал книги «Киносценарий» и «Киноактер» на узбекском языке.
В 1931 году экранизировал свой первый художественный фильм — «Подъем».
В 1935 году Ганиев был отстранён решением ЦК ВКП(б) от режиссёрской работы, мотивируя тем, что якобы его работы не внушают доверия.
Осенью 1949 года Наби Ганиев тяжело заболел и 29 октября 1953 года ушёл из жизни. Похоронен в Ташкенте на Чигатайском кладбище.

## Семья
Жена — Максума. Четверо детей. Внук — Отабек Ганиев, артист кино. Узбекская певица Райхон — правнучка Наби Ганиева.

## Творчество
Наби Ганиев преодолел ряд трудностей, не только творческих, но и технических и организационных. В основном были проблемы с актерами. На тот момент узбекских профессионалов этого рода не было. Либо Наби приходилось работать с приезжими, которые не знали жизнь персонажа, либо с работниками фабрик и заводов, большинство которых даже не видели фильмов. Так в Маргилане встретил Хамраева Эргаша отца знаменитого советского узбекского режиссёра и сценариста Али Иргашалиевича Хамраева и предложил сняться в кино, который в последующим сыграл главную роль в его первых трех фильмах «Подъём», «Рамазан», «Йигит». Большие сложности представляли поиски исполнительниц женских образов, так как образ человека запрещалось религией. Духовенство восстали против кино и кинорежиссёров, считая их вероотступникам.
В годы войны Наби встретил Протазанова. После совместной работы Ганиева также заинтересовал фольклор. Несколько лет спустя он создал кинокомедию «Похождения Насреддина». Этот фильм привлек внимание Ганиева к другому жанру — комедии.
В послевоенные годы он работал с творческим интересом как над полнометражными, так и над небольшими фильмами, хотя в то время узбекское кино испытывало серьёзные трудности.

### Фильмография
- 1931 — «Подъём» / Yuksalish
- 1932 — «Рамазан» / Ramazon
- 1934 — «Егит» / Yigit
- 1943 — «Насреддин в Бухаре»/ Nasriddin Buxoroda (как второй режиссёр)
- 1945 — «Тахир и Зухра»/ Nabi G’aniev
- 1946 — «Похождения Насреддина» / Nasriddin sarguzashtlari
- 1948 — «Дочь Ферганы» / Farg’ona qizi

## Звания и награды
- Заслуженный деятель искусств Узбекской ССР (1944)
- Орден «Буюк хизматлари учун» (2001) — посмертно[6]